# Baile de salón

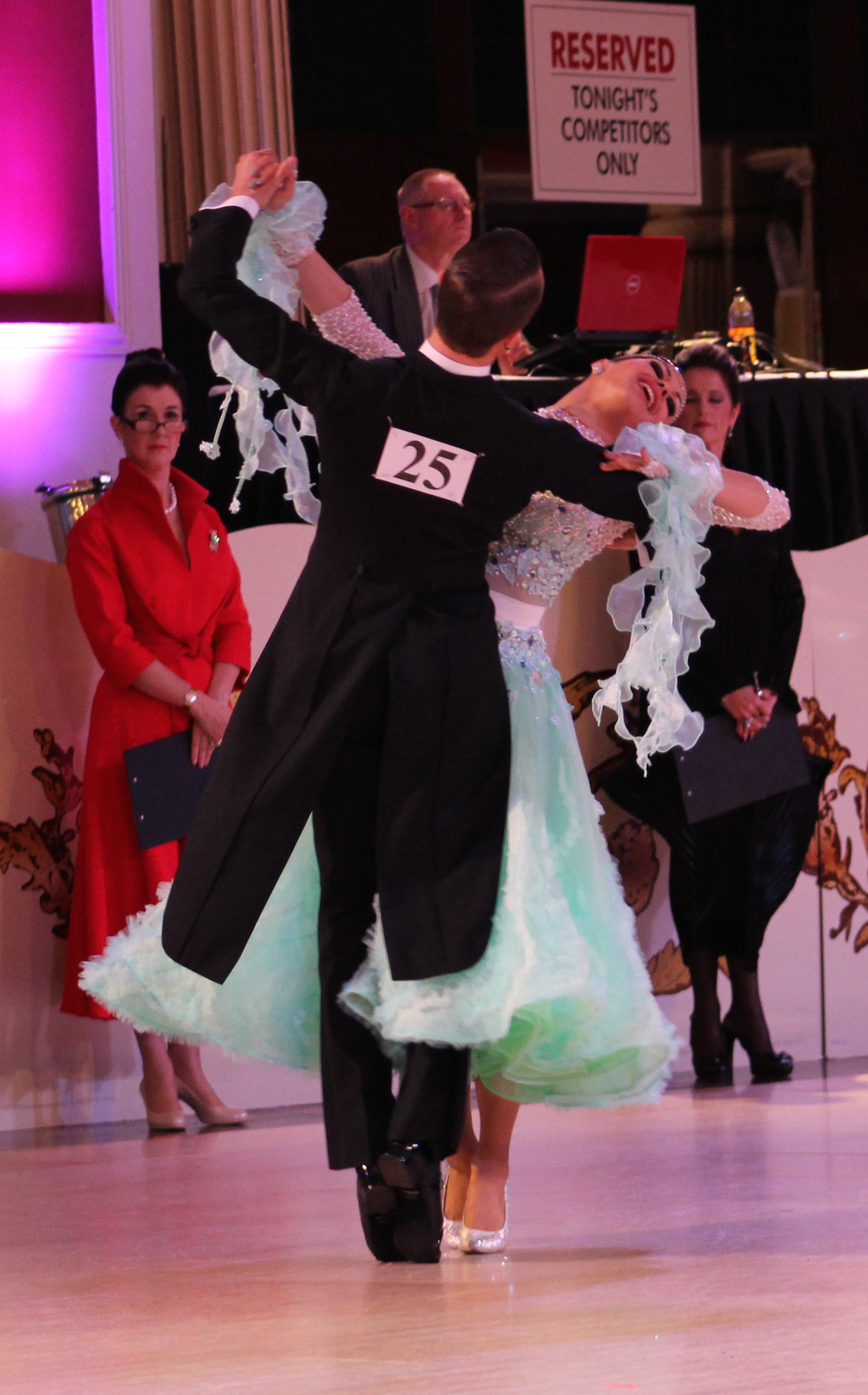
Campeones del WDC World Youth (Sub-21) de 2013, Michael Foskett y Nika Vlasenko. Los jueces en segundo plano son las ex campeonas mundiales, Anne Lewis Gleave (vestido rojo) y Karen Hilton (vestido negro).

Los bailes de salón (en inglés: ballroom dance) son un conjunto de bailes de pareja, que se disfrutan social y competitivamente en todo el mundo. Debido a sus aspectos de espectáculo y entretenimiento, los bailes de salón también se disfrutan ampliamente en el escenario, el cine y la televisión.
Los bailes de salón pueden referirse, en su definición más amplia, a casi cualquier tipo de pareja bailando como recreación. Sin embargo, con el surgimiento del baile deportivo en los tiempos modernos, el término se ha vuelto más estrecho en su alcance, y tradicionalmente se refiere a los cinco estilos de baile estándar internacional y los cinco estilos de baile latino internacional (ver las categorías de baile a continuación). Los dos estilos, aunque difieren en la técnica, el ritmo y los trajes, ejemplifican los elementos básicos del baile de salón, como el control y la cohesión. Desarrollados en Inglaterra, los dos estilos están ahora regulados por la World Dance Council (WDC) y la World DanceSport Federation (WDSF). En Estados Unidos, dos variantes adicionales son populares: American smooth y American rhythm, que combinan elementos de los estilos estándar y latino con influencias de otras tradiciones de bailes.
Hay también un número de danzas históricas y de bailes locales o nacionales que se pueden bailar en salones de baile o salones. El baile de secuencias, en parejas u otras formaciones, sigue siendo un estilo popular de bailes de salón.

## Definiciones e historia
El término "baile de salón" se deriva de la palabra inglesa ball que a su vez proviene de la palabra latina ballare que significa «bailar» (una sala de baile que es una sala grande especialmente diseñada para tales bailes). En tiempos pasados, el baile de salón era un baile social para los privilegiados, dejando el baile folclórico para las clases bajas. Estos límites se han difuminado. La definición de bailes de salón también depende de la época: los salones han contado con bailes populares del día, como la cuadrilla, la mazurca, el minueto, la polca, la polonesa y otros, que ahora se consideran danzas históricas.

### Edad Moderna

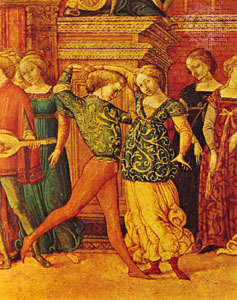
Gallarda en Siena, Italia,

El primer conocimiento autoritario de los primeros bailes de salón fue registrado hacia finales del siglo XVI, cuando Jehan Tabourot, bajo el seudónimo «Thoinot-Arbeau», publicó en 1588 su Orchésographie, un estudio del baile social del renacimiento francés del siglo XVI. Entre los bailes descritos se encuentran la solemne baja danza, el más vivo branle, la pavana, y la gallarda que Shakespeare llamó el «cinq pace», ya que estaba hecho de cinco pasos.
En 1650 el minueto, originalmente una danza campesina de Poitou, fue introducido en París y puesto a la música por Jean-Baptiste Lully y bailado por el rey Louis XIV en público, y seguiría dominando el salón de baile desde ese momento hasta el cierre del siglo XVIII.
Hacia la segunda mitad del siglo XVII, Louis XIV fundó su «Académie Royale de Musique et de Danse», donde las reglas específicas para la ejecución de cada baile y las "cinco posiciones" de los pies fueron formuladas por primera vez por miembros de La Académie. Eventualmente, la primera división definitiva entre el ballet y el baile de salón vino cuando los bailarines profesionales aparecieron en los ballets, y los ballets salieron de la corte y fueron al escenario. Sin embargo, la técnica del ballet, como las posiciones de los pies, se prolongó durante más de dos siglos y después del final de la época victoriana.

### SigloXIX
El vals con su moderno asimiento se arraigó en Inglaterra en aproximadamente 1812; en 1819 Carl Maria von Weber escribió Invitación a la Danza, que marcó la adopción de la forma del vals en la esfera de la música absoluta. La danza se encontró inicialmente con una tremenda oposición debido a la apariencia de impropriedad asociada con el asimiento cerrado, aunque la postura se ablandó gradualmente. En la década de 1840 varios nuevos bailes hicieron su aparición en el salón de baile, incluyendo  el chotis, la mazurca y la polca. Mientras tanto, surgió una fuerte tendencia a abandonar todos los pasos «decorativos» como los entrechats y los ronds de jambes que habían encontrado un lugar en las Cuadrillas y otros bailes.

### Principios delsigloXX

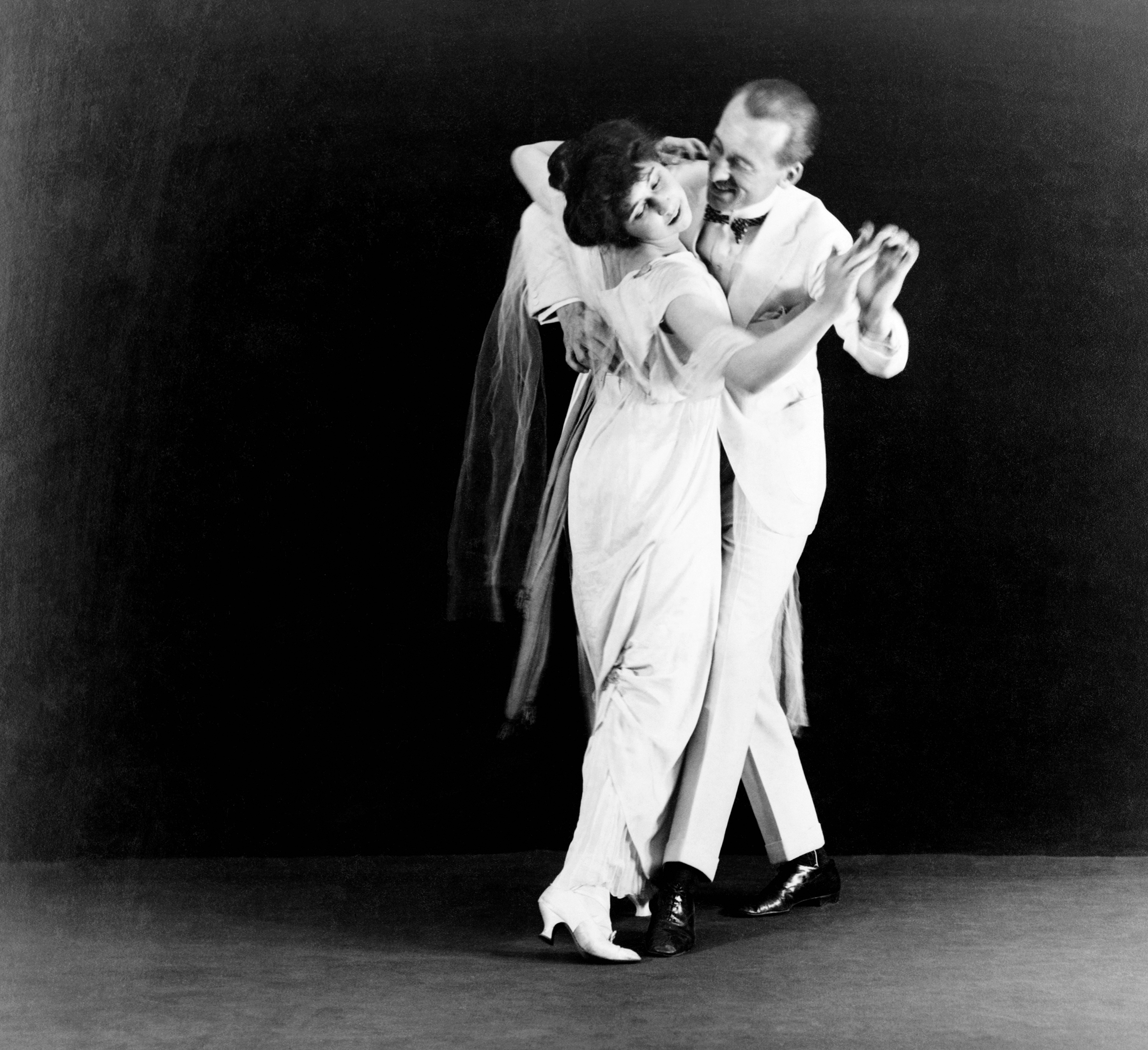
Vernon e Irene Castle, pioneros tempranos del baile de salón, h. 1910-18

El baile de salón moderno tiene sus raíces a principios del siglo XX, cuando varias cosas diferentes sucedieron más o menos al mismo tiempo. El primero fue un movimiento alejado de la secuencia de danzas hacia los bailes donde las parejas se movían de manera independiente. Esto había sido pre-figurado por el vals, que ya había hecho esta transición. El segundo fue una ola de música popular, como el jazz, en gran parte basada en las ideas de los músicos negros de los Estados Unidos. Dado que la danza está en gran medida ligada a la música, esto llevó a una explosión de bailes recién inventados. Hubo muchas manías de danza en el período 1910-1930.
El tercer evento fue un esfuerzo concertado para transformar algunas de las maneras de la danza en bailes que podrían ser enseñados a un público más amplio de baile en los Estados Unidos y Europa. Aquí Vernon e Irene Castle fueron importantes, y así que era una generación de bailarines ingleses en los años 20, incluyendo Josephine Bradley y Victor Silvester. Estos profesionales analizaron, codificaron, publicaron y enseñaron una serie de bailes estándar. Era esencial, si la danza popular prosperara, para que los bailarines tuvieran algunos movimientos básicos que podrían realizar con confianza con cualquier socio que pudieran encontrar. Aquí la gran organización Arthur Murray en América, y las sociedades de baile en Inglaterra, como la Imperial Society of Teachers of Dancing,  fueron muy influyentes. Por último, gran parte de esto ocurrió durante y después de un período de la guerra mundial, y el efecto de tal conflicto en la disolución de las antiguas costumbres sociales fue considerable.
Más tarde, en la década de 1930, el emparejamiento de danza en pantalla de Fred Astaire y Ginger Rogers influenció todas las formas de baile en los Estados Unidos y en otros lugares. Aunque ambos actores tenían carreras separadas, sus secuencias de baile filmadas juntas, que incluían retratos de los Castles, han alcanzado el estatus de icono. Gran parte de la obra de Astaire y Rogers retrataba el baile social, aunque las actuaciones eran altamente coreografiadas (a menudo por Astaire o Hermes Pan), y meticulosamente escenificadas y ensayadas.

## Baile competitivo

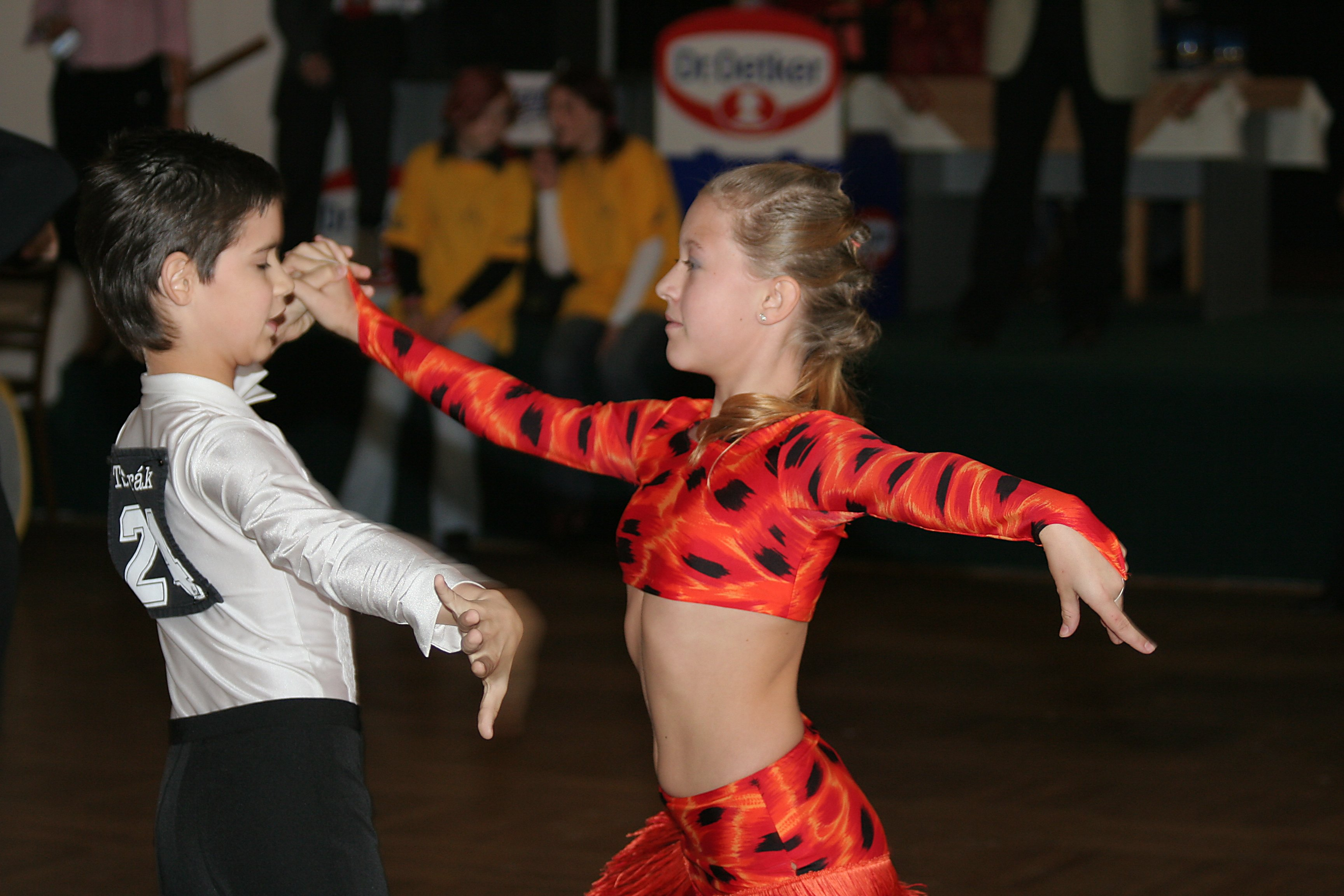
Joven pareja bailando chachachá en una competencia de baile latino júnior en la República Checa.

Los concursos, a veces denominados Dancesport, van desde los campeonatos mundiales, regulados por el World Dance Council (WDC), a los bailarines menos avanzados en varios niveles de competencia. La mayoría de las competiciones se dividen en profesionales y aficionados, aunque en los Estados Unidos las competencias pro-am normalmente acompañan a las competiciones profesionales. El Comité Olímpico Internacional hora reconoce el baile de salón competitivo. Ha reconocido a otro organismo, la World DanceSport Federation (WDSF), como el único órgano representativo para dancesport en los Juegos Olímpicos. Sin embargo, parece dudoso que la danza se incluya en los Juegos Olímpicos, especialmente a la luz de los esfuerzos para reducir el número de deportes participantes.
Las competiciones de baile de salón son reguladas por cada país a su manera. Hay unos 30 países que compiten regularmente en competiciones internacionales. Hay otros 20 países o más que son miembros del WDC y/o del WDSF, pero cuyos bailarines rara vez aparecen en concursos internacionales. En Gran Bretaña existe el British Dance Council, que otorga títulos de campeonatos nacionales y regionales, como el British Ballroom Championships, el British Sequence Championships y el United Kingdom Championships. In the United States, En los Estados Unidos, las ramas miembros del WDC (National Dance Council of America) y el WDSF (USA Dance) otorgan títulos de campeonato nacionales y regionales.
Las competiciones de bailes de salón en la antigua URSS también incluyeron los bailes de salón soviéticos, o Soviet Programme. La New vogue australiana se baila competitiva y socialmente. En competición hay 15 danzas reconocidas de New Vogue, que son realizadas por los competidores en secuencia. Estas formas de baile no son reconocidas internacionalmente, tampoco son las variaciones estadounidenses como American smooth y rhythm. Tales variaciones en los métodos de la danza y la competencia son intentos de satisfacer las necesidades percibidas en el mercado local.
A nivel internacional, el Blackpool Dance Festival, que se celebra anualmente en Blackpool, Inglaterra, es considerado el evento más prestigioso que un competidor de dancesport pueda asistir.
El baile de formación es otro estilo de danza competitiva reconocido por el IDSF. En este estilo, los bailarines múltiples (generalmente en pares y típicamente hasta 16 bailarines al mismo tiempo) compiten en el mismo equipo, moviéndose dentro y fuera de diversas formaciones mientras que bailan.

### Elementos de competencia

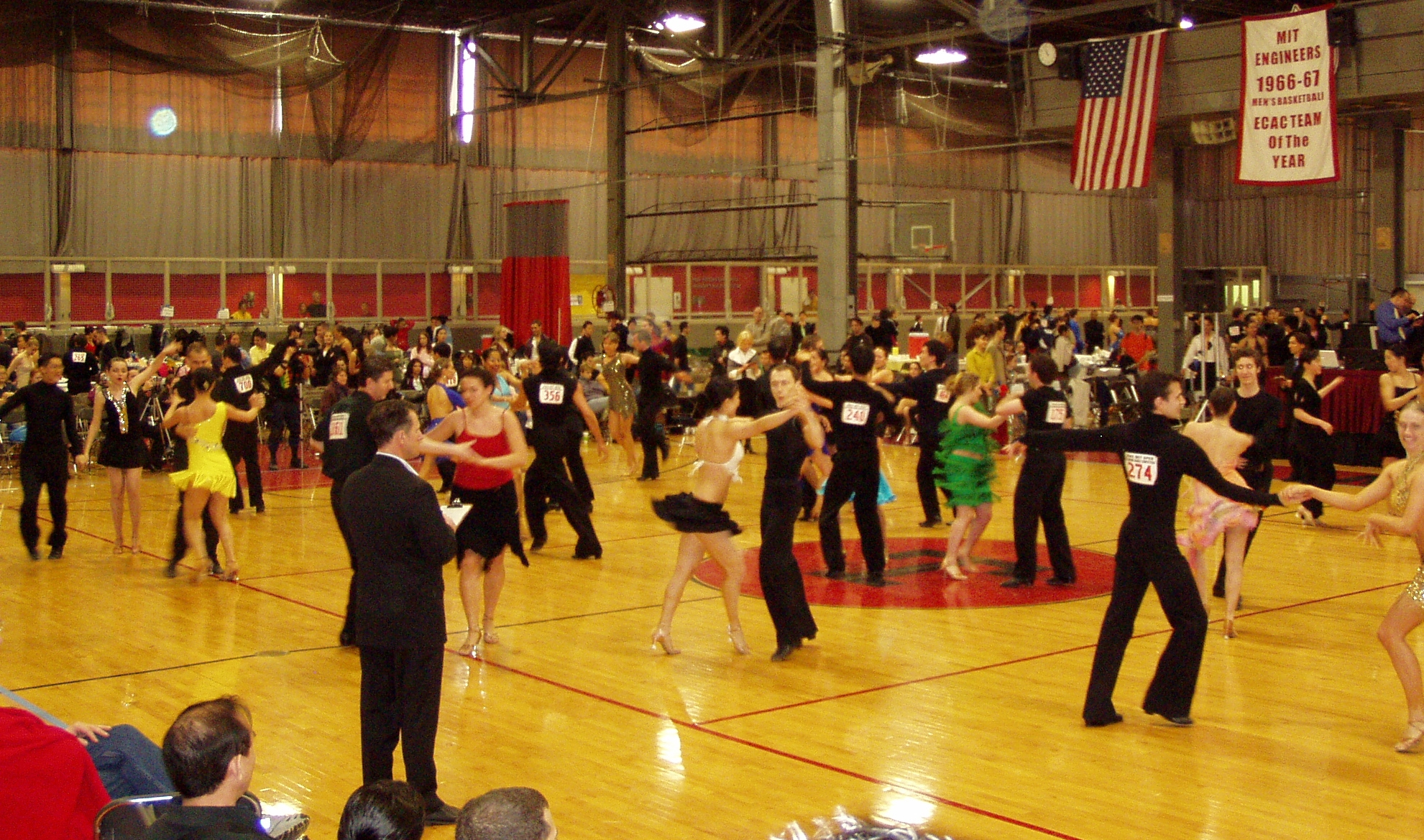
Nivel intermedio de estilo internacional de baile latino en la competencia de baile de salón en el MIT en 2006. Un juez está en primer plano.

En la competencia de baile de salón, los bailarines son juzgados por diversos criterios tales como el equilibrio, el asimiento o el marco, la postura, la musicalidad y la expresión, la sincronización, la alineación y la forma del cuerpo, las embarcaciones de pista, la acción de los pies y de las piernas y la presentación. Juzgar en un deporte orientado al desempeño es inevitablemente de naturaleza subjetiva, y la controversia y las quejas de los competidores sobre las prácticas de evaluación no son infrecuentes. Los anotadores -que se denominan escrutadores- anotarán el número total de reclamos acumulados por cada pareja en cada ronda hasta las finales, cuando el sistema de patinaje se utiliza para colocar cada pareja por ordinales, normalmente de 1-6, aunque el número de parejas en la final puede variar. A veces, hasta 8 parejas pueden estar presentes en la pista durante las finales.
Los competidores bailan en diferentes niveles según su habilidad y experiencia. Los niveles se dividen en dos categorías, syllabus y open. Los niveles de syllabus son novato/pre-bronce, bronce, plata y oro, con el oro siendo el nivel más alto del syllabus y el novato el más bajo. En estos niveles, los movimientos se restringen a los escritos en el syllabus, y los movimientos ilegales pueden conducir a la descalificación. Cada nivel, bronce, plata y oro, tiene diferentes movimientos en su syllabus, aumentando en dificultad. Hay tres niveles en la categoría open; novato, pre-campeón y campeón en orden creciente de habilidad. En esos niveles, los bailarines ya no tienen restricciones en sus movimientos, por lo que las rutinas complejas son más comunes.

### Evaluaciones de medallas
Las evaluaciones de medallas para aficionados permiten que las habilidades individuales de los bailarines sean reconocidas según las normas convencionales. En las evaluaciones de medallas, que son dirigidas por cuerpos tales como la Imperial Society of Teachers of Dancing (ISTD) y la United Kingdom Alliance (UKA), cada bailarín realiza dos o más bailes en un cierto género delante de un juez. Géneros como el Ballroom moderno o el Latín son los más populares. Sociedades como ISTD y UKA también ofrecen pruebas de medallas en otros estilos de baile (como el Country & Western, Rock and roll o Tap). En algunos exámenes norteamericanos, los niveles incluyen novato, bronce, plata, oro, principiante, pre-campeón y campeón; cada nivel puede ser subdividido en dos o cuatro secciones separadas.

## Baile de salón colegial

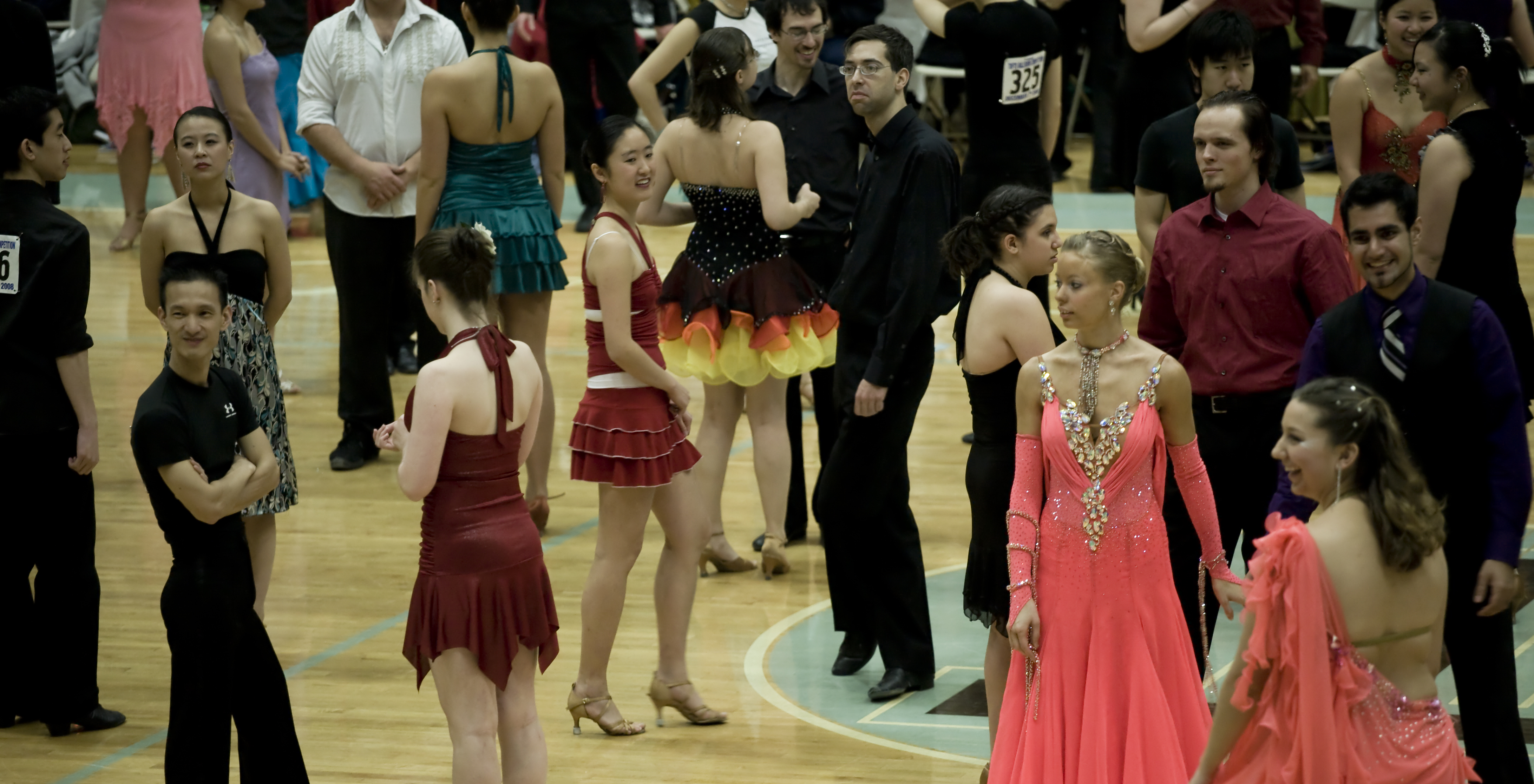
Personas en una pista de baile esperando para bailar y competir.

Hay una parte del mundo del baile de salón dedicada a los estudiantes universitarios. Estas secciones suelen ser clubes o equipos que tienen un interés en el baile de salón. Los equipos llevan a cabo recaudaciones de fondos, eventos sociales y clases de baile de salón. Los objetivos del equipo de baile de salón son divertirse y aprender a bailar bien. Hay un fuerte enfoque en la búsqueda de un compañero de baile compatible y la vinculación con compañeros de equipo. También hay un lado competitivo al baile de salón colegial - los equipos universitarios a menudo celebran concursos e invitan a otros equipos a participar. Estas competiciones a menudo se ejecutan con muchas de las mismas reglas, son competiciones regulares de aficionados como se ha explicado anteriormente, pero por lo general son organizados enteramente por equipos colegiados. Entre los ejemplos se incluyen el MIT Open Ballroom Dance Competition y el Harvard Invitational.

## Bailes

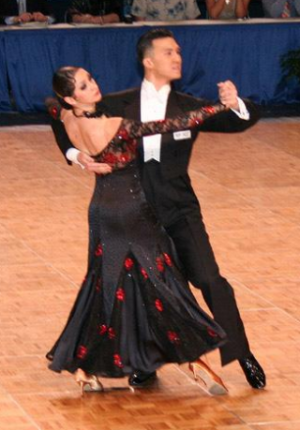
Victor Fung y Anna Mikhed bailando un tango en 2006. La pareja, bailando por los Estados Unidos, llegó tercero en el Campeonato Mundial Profesional de 2009.

«Baile de salón» se refiere más a menudo a los diez bailes del International Ballroom (o estándar) y el International Latin, aunque el término también se utiliza a menudo de forma intercambiable con los cinco bailes de salón internacionales. El baile de secuencias, que se baila predominantemente en el Reino Unido, y su desarrollo del New vogue en Australia y Nueva Zelanda, también se incluyen a veces como un tipo de baile de salón.
En los Estados Unidos y Canadá, el American style (American smooth y American rhythm) también existe. La técnica de baile usada tanto para estilos internacionales como americanos es similar, pero el International Ballroom sólo permite posiciones de danza cerrada, mientras que American smooth permite movimientos de baile cerrados, abiertos y separados. Además, se enseñan diferentes conjuntos de figuras de danza para los dos estilos. El International Latin y el  American Rhythm tienen diferentes estilos, y tienen diferentes figuras de baile en sus respectivos programas.
Otros bailes a veces se colocan bajo el paraguas de «baile de salón» incluyendo los bailes de Nightclub como el lindy hop, el west coast swing, el nightclub two-step, el hustle, la salsa y el merengue.
La categorización de los bailes como «bailes de salón» siempre ha sido fluida, con nuevos bailes o danzas folclóricas que se añaden o se quitan del repertorio de salón de vez en cuando, por lo que ninguna lista de subcategorías o danzas es más que una descripción de las prácticas actuales. Hay otros bailes históricamente aceptados como bailes de salón, y son revividos a través del movimiento del baile vintage.
En Europa, los bailes latinos de swing incluyen el tango argentino, el mambo, el lindy hop, el swing boogie (a veces también conocido como nostalgic boogie) y el discofox. Un ejemplo de esto es la subcategoría de danzas cajun que se originó en Acadiana, con ramas que alcanzan ambas costas de los Estados Unidos.
Los bailes Ballroom/Smooth normalmente se bailan con música occidental (a menudo a partir de mediados del siglo XX), y las parejas bailan en sentido contrario a las agujas del reloj alrededor de una pista rectangular siguiendo la línea de baile. En las competiciones, los competidores están vestidos como sería apropiado para un asunto de trajes de cola, con los vestidos largos para las mujeres y fracs y corbata de lazo para los hombres; aunque en el American smooth es ahora convencional para los hombres abandonar el traje de cola en favor de esmoquin más cortos, chalecos y otros equipos creativos.
Los bailes Latín/Rhythm son comúnmente bailados con música latinoamericana contemporánea y (en el caso del Jive) música occidental. Con la excepción de algunos bailes itinerantes como la samba y el pasodoble,  las parejas no siguen la línea de baile pero realizan sus rutinas más o menos en un solo lugar. En las competiciones, las mujeres suelen vestirse con trajes latinos de falda corta mientras que los hombres están vestidos con camisas y pantalones apretados,  con el objetivo de enfatizar la acción de las piernas de los bailarines y los movimientos corporales.

## Bailes competitivos

### Estándar/Smooth-Músicas

#### Vals
El vals comenzó como una danza folklórica campesina en Austria y Baviera en los años 1600. A principios de 1800 se introdujo en Inglaterra. Fue el primer baile donde un hombre sostuvo a una mujer cerca de su cuerpo. Al realizar el baile la parte superior del cuerpo se mantiene a la izquierda en todas las figuras, el cuerpo de la mujer deja el lado derecho del hombre mientras la cabeza se extiende para seguir el codo. Las figuras con rotación tienen poco aumento. El balanceo también se utiliza en el segundo paso para hacer que el paso más largo y también para frenar el impulso de traer los pies juntos. El vals se realiza tanto para el International standard como para el American smooth.

#### Vals vienés
El vals vienés se originó en la región de Provenza en Francia en 1559, y es reconocido como el más antiguo de todos los bailes de salón. Se introdujo en Inglaterra como vals alemán en 1812 y se hizo popular a lo largo del siglo XIX por la música de Josef y Johann Strauss. A menudo se le conoce como el clásico «old-school» baile de salón. La música de vals vienés es bastante rápida. La forma ligera del cuerpo se mueve hacia el interior de la vuelta y la forma hacia adelante y hacia arriba para alargar el lado opuesto de la dirección. La vuelta inversa se utiliza para viajar por el lado largo y se invierte. Mientras que la vuelta natural se utiliza para ir el lado corto y se sumerge para ir alrededor de las esquinas. El vals vienés se realiza tanto para el International standard como para el American smooth.

#### Tango
El tango se originó en Buenos Aires a finales del siglo XIX. El tango argentino moderno se baila en abrazos abiertos y cerrados que se centran en el líder masculino y las mujeres que se mueven en armonía con la apasionante música de carga del tango. La técnica del tango es como caminar hacia la música mientras mantiene los pies enraizados y permite que tobillos y rodillas se rocen uno contra el otro durante cada paso dado. El peso corporal se mantiene sobre los dedos y la conexión se lleva a cabo entre el hombre y las mujeres en las caderas.
El tango de salón, sin embargo, es un baile con un marco mucho más abierto, que a menudo utiliza movimientos fuertes y de staccato. Es el tango de salón, en lugar del tango argentino, el que se realiza en la competencia internacional.

#### Foxtrot
El foxtrot es un baile estadounidense, acreditado por el intérprete del vaudeville Harry Fox en 1914. El foxtrot fue un paso rápido a la música ragtime (una forma original de jazz). La danza fue originalmente nombrada como el «trote de zorro». Se puede bailar a ritmos lentos, medios o rápidos dependiendo de la velocidad de la música de jazz o big band. Las parejas se enfrentan y el bastidor gira de un lado a otro, cambiando de dirección después de una medida. El baile es plano, sin ascenso ni caída como el vals. Los pasos a pie se toman como lento para los dos latidos por pasos y rápido para un golpe por paso. El foxtrot se realiza tanto para el International standard y el American smooth.

#### Quickstep
El quickstep fue inventado en los años 20 como una combinación del tempo más rápido del foxtrot y del charlestón. Se trata de un baile en movimiento rápido por lo que los hombres se les permite cerrar los pies y las parejas se mueven en pasos sincopados cortos. El quickstep incluye los paseos, carreras, chasses y vueltas, del baile original del foxtrot, con algunas otras figuras rápidas como cerraduras, saltos y saltos se pueden agregar. El quickstep se realiza como una baile del International standard.

### Latino/Rhythm

#### Samba
La samba es el baile nacional de Brasil. El ritmo de la samba y su nombre proviene de los esclavos de África Occidental. En 1905, la samba se hizo conocida por el resto de los países durante una exposición en París. En algún momento en los años 40, la samba fue introducida en Norteamérica debido a una estrella de cine llamada Carmen Miranda. La moderna danza de la samba de salón difiere en comparación con la tradicional samba brasileña, ya que fue modificada como una pareja de baile. La samba se baila con un ligero rebote que se crea a través de la flexión y enderezamiento de la rodilla. La samba es realizada como un baile del International latin.

#### Cha-cha
El cha-cha fue originalmente llamado el «chachachá». El término provenía de Haití y se parecía al sonido que hacían las suelas de los zapatos cuando se frotaban en el piso. Fue evolucionado de la rumba y el Danzon-mambo en los años 50. Como la música de mambo era bastante rápida y difícil para algunos bailar, el compositor cubano Enrique Jorrín frenó la música y el cha-cha se estableció. El cha-cha es un baile muy coqueto con muchas rotaciones de cadera y las parejas sincronizando sus movimientos. La danza incluye flexión y enderezamiento de la rodilla dándole un toque de movimiento cubano. El cha-cha es realizada tanto para el International latin como para el American rhythm.

#### Rumba
La rumba es conocida por ser el más romántico y apasionado de todos los bailes. A principios de la década de 1920, el baile llegó a los Estados Unidos desde Cuba y se convirtió en un popular baile de cabaret durante la prohibición. La rumba es muy polirrítmica y compleja. Incluye los movimientos cubanos mediante el fortalecimiento de la rodilla, la rotación de la cadera de figura-ocho y la acción del pie giratoria. Una característica importante de la rumba es el poderoso y directo avance conseguido a través de la bola del pie. La rumba es realizada tanto para el International latin como para el American rhythm.

#### Pasodoble
El pasodoble se originó en España con sus espectaculares corridas de toros. La danza se realiza principalmente en competiciones, y rara vez en un entorno social debido a la complejidad de las muchas reglas coreográficas que lo componen. En la danza, el hombre desempeña el papel del matador mientras que la mujer asume el rol del capote, del toro o, en ocasiones, también del propio matador. El movimiento de la capa de chassez se refiere al momento en el que el hombre usa a la mujer para darle la vuelta como si fuera el capote, y el apel consiste en el pisotón que realiza el hombre en el suelo, en su rol de matador, como si quisiera llamar la atención del toro. El pasodoble es considerado como uno de los bailes del International latin.

#### Jive
El jive es parte del grupo de bailes de swing y es una variación muy animada del jitterbug. Jive se originó de clubes afroamericanos a principios de los años 1940. Durante la Segunda Guerra Mundial, los soldados estadounidenses introdujeron el jive en Inglaterra, donde se adaptó a jive competitivo hasta el día de hoy. En el jive, el hombre dirige el baile mientras que la mujer animan a los hombres a pedirles que baile. Se baila a la música big band y alguna técnica se toma de la salsa, el swing y el tango. Jive es realizado como uno de los bailes del International latin.

#### East coast swing
El swing en 1927 fue originalmente llamado el lindy hop nombrado por Shorty George Snowden. Ha habido 40 versiones diferentes documentadas a lo largo de los años, más común es el East coast swing que se realiza en el American smooth (o el American rhythm) sólo en los Estados Unidos o Canadá. El East coast swing fue establecido por Arthur Murray y otros poco después de la Segunda Guerra Mundial. La música swing es muy animada y optimista y se puede bailar con jazz o música big band. El baile del swing es un estilo con un montón de rebote y energía. El swing también incluye muchas vueltas y giros de los brazos. East Coast swing es realizado como uno de los bailes del American smooth.

#### Bolero
La versión original del bolero fue creada por Sebastián Cerezo en Cádiz, España durante el siglo XVIII. Sin embargo, el bolero realizado ahora fue modificado en Cuba un siglo después. La danza representa a una pareja enamorada. El bolero es una combinación de muchos bailes y se baila a la voz española con un ritmo de percusión fina. Es como una salsa lenta con el contra-cuerpo de momento del tango, patrones de rumba y subida y bajada técnica y personalidad del vals y el foxtrot. Puede ser una danza en un cierre o de forma aislada y luego volver juntos. El bolero es realizado como uno de los bailes del American smooth.

#### Mambo
El mambo se originó en Cuba pero el nombre vino de Haití. La música del mambo primero fue escrita en los últimos años 30 por un compositor cubano. Finalmente, a finales de los años cuarenta, un músico cubano llamado Pérez Prado inventó un baile del mambo. Pérez introdujo el baile de La Habana a México y subió a Nueva York. Mambo es realizado como uno de los bailes del American smooth.

## Clasificación  de estilos de baile

### Bailes de competencia de estilo internacional
Según el World Dance Council.

#### Estándar
Vals:
28 bares por minuto, 3/4 de tiempo, también conocido como vals lento o vals inglés dependiendo de la localidad
Tango:
32 bares por minuto, 2/4 de tiempo
Vals vienés:
60 bares por minuto, 3/4 de tiempo.
En Europa, el vals vienés se conoce simplemente como vals,  mientras que el vals se reconoce como el vals inglés o el vals lento
Foxtrot:
28 bares por minuto, 4/4 de tiempo
Quickstep:
50 bares por minuto, 4/4 de tiempo

#### Latino
Samba:
48 bares por minuto, 4/4 de tiempo
Chachachá:
30 bares por minuto, 4/4 de tiempo
Rumba:
24 bares por minuto, 4/4 de tiempo
Pasodoble:
56 bares por minuto, 2/4 de tiempo
Jive:
42 bares por minuto, 4/4 de tiempo

### Bailes de competencia de estilo americano
Solo en los Estados Unidos y Canadá

#### Smooth
Vals:
28–30 bares por minuto,
30–32 bares por minuto para el Bronce
Tango:
30 bares por minuto,
30–32 bares por minuto para el Bronce
Foxtrot:
30 bares por minuto,
32–34 bares por minuto para el Bronce
Vals vienés:
53–54 bares por minuto,
54 bares por minuto para el Bronce

#### Rhythm
Cha-cha:
30 bares por minuto para el Bronce
Rumba:
30–32 bares por minuto,
32–36 bares por minuto para el Bronce
East coast swing:
36 bares por minuto,
34–36 bares por minuto para el Bronce
Bolero:
24 bares por minuto,
24–26 bares por minuto para el Bronce
Mambo:
47 bares por minuto,
48–51 bares por minuto para el Bronce

### Otros
Baile de salón Histórico/Vintage:
Vals – Polca – Chotis – Tango – One-step – Foxtrot – Peabody
Otras bailes se clasifican en ocasiones como de salón:
Nightclub
Nightclub two-step – Hustle – Jive moderno / LeRoc / Ceroc – y todas las variedades de swing: West coast swing / East coast swing / Lindy hop (siempre incluido en la categoría «Rhythm swing») / Carolina shag / Collegiate shag / Balboa / Blues – Fusión
Nightclub latino
Salsa – Cumbia – Mambo – Merengue – Porro – Cha-cha – Bachata
Nightclub africano
Kizomba – Semba – Zouk
Bailes brasileños
Forró – Pagode – Samba de Gafieira – Lambada - Zouk
Country/Western
C/W Polka – C/W Cha-cha – C/W Two-step – C/W Waltz
Danzas cajun
Cajun One Step o Cajun Jig – Cajun Two Step – Zydeco – Cajun Waltz – Cajun Jitterbug
Danzas musette
Java – musette-vals – musette-tango – musette-pasodoble
Otros
Tango argentino – New Vogue

## Otras lecturas
·Nott, James, Going to the Palais: a social and cultural history of dancing and dance halls in Britain, 1918-60 - Published 2015 OUP ISBN 9780199605194
https://global.oup.com/academic/product/going-to-the-palais-9780199605194?cc=gb&lang=en&
- Arthur Murray "How To Become A Good Dancer" Published: 1938 ISBN 1447416767, 9781447416760 250 pages.
- Abra, Allison. "Review of James Nott, Going to the palais: a social and cultural history of dancing and dance halls in Britain, 1918–1960." Contemporary British History (Sep 2016) 30#3 pp 432–433.
- Criterios para juzgar el baile de salón